# قائمة الفائزين بميداليات دورة الألعاب البارالمبية الصيفية 2008
عُقدت الألعاب البارالمبية الصيفية 2008 في بكين، الصين، في الفترة من 6 إلى 17 سبتمبر 2008. شارك ما يقرب من 3,951 رياضيًا من 146 لجنة بارالمبية وطنية. أُقيم إجمالي 472 حدثًا في 20 رياضة بارالمبية؛ 262 حدثًا كانت مفتوحة للرجال، و176 للنساء، و34 حدثًا مختلطًا.

## الرماية
| الحدث                     | الذهبية                                                         | الفضية                                                      | البرونزية                                                                  |
| ------------------------- | --------------------------------------------------------------- | ----------------------------------------------------------- | -------------------------------------------------------------------------- |
| فردي سيدات مركب مفتوح     | دانيلا براون · بريطانيا العظمى                                  | تشيكو كاميا · اليابان                                       | ميل كلارك · بريطانيا العظمى                                                |
| فردي سيدات قوس مركب وقوفاً | لي هوا-سوك · كوريا الجنوبية                                     | غاو فانغشيا · الصين                                         | ليندسي كارمايكل · الولايات المتحدة                                         |
| فردي سيدات قوس مركب W1/W2 | جيزم غريشمان · تركيا                                            | فو هونغجي · الصين                                           | شياو يانهونغ · الصين                                                       |
| فرق سيدات قوس مركب مفتوح  | الصين (CHN) · فو هونغجي · غاو فانغشيا · شياو يانهونغ            | كوريا الجنوبية (KOR) · كيم كي-هي · كيم ران-سوك · لي هوا-سوك | جمهورية التشيك (CZE) · ميروسلافا تشيرنا · لينكا كونتشوفا · ماركيتا سيدكوفا |
| فردي رجال مركب مفتوح      | جون ستابس · بريطانيا العظمى                                     | ألبرتو سيمونيلي · إيطاليا                                   | فيليب هورنر · سويسرا                                                       |
| فردي رجال مركب W1         | دافيد دراهونيسكي · جمهورية التشيك                               | جون كافاناغ · بريطانيا العظمى                               | جيف فابري · الولايات المتحدة                                               |
| فردي رجال قوس مركب وقوفاً  | باتارجاف دامبادوندوغ · منغوليا                                  | فابريس منير · فرنسا                                         | تشين ييغانغ · الصين                                                        |
| فردي رجال قوس مركب W1/W2  | تشنغ تشانغجي · الصين                                            | ماركو فيتالي · إيطاليا                                      | تسينغ لونغ-هوي · تايبيه الصينية                                            |
| فرق رجال قوس مركب مفتوح   | كوريا الجنوبية (KOR) · جونغ يونغ-جو · لي هونغ-غو · يون يونغ-باي | الصين (CHN) · تشين ييغانغ · تشنغ تشانغجي · دونغ زي          | إيطاليا (ITA) · أوسكار دي بيليغرين · ماريو إسبوزيتو · ماركو فيتالي         |

## ألعاب القوى
| الحدث                        | الذهبية                                                                             | الفضية | البرونزية                                                                                  |
| ---------------------------- | ----------------------------------------------------------------------------------- | --- | ------------------------------------------------------------------------------------------ |
| 100 متر سيدات T11            | وو تشونماو · الصين                                                                  | تريسيرا غيليرمينا · البرازيل                                                                                 | آدريا سانتوس · البرازيل                                                                    |
| 100 متر سيدات T12            | أوكسانا بوتورتشوك · أوكرانيا                                                        | ليبي كليغ · بريطانيا العظمى                                                                                  | إيفا نغوي · إسبانيا                                                                        |
| 100 متر سيدات T13            | سناء بنهمة · المغرب                                                                 | إلسي هايز · جنوب إفريقيا                                                                                     | ألكسندرا ديموغلو · اليونان                                                                 |
| 100 متر سيدات T36            | وانغ فانغ · الصين                                                                   | كلوديا نيكوليتزيك · ألمانيا                                                                                  | هازل سيمبسون · بريطانيا العظمى                                                             |
| 100 متر سيدات T37            | ليزا مكينتوش · أستراليا                                                             | فيكتوريا كرافتشنكو · أوكرانيا                                                                                | ماريا سايفرت · ألمانيا                                                                     |
| 100 متر سيدات T38            | إينا دياشنكو · أوكرانيا                                                             | سنية منصور · تونس                                                                                            | مارغريتا غونكاروفا · روسيا                                                                 |
| 100 متر سيدات T42            | بيرلا بوستامانتي · المكسيك                                                          | أنيت روزن · هولندا                                                                                           | كريستين وولف · أستراليا                                                                    |
| 100 متر سيدات T44            | أبريل هولمز · الولايات المتحدة                                                      | أميلي لو فور · فرنسا                                                                                         | وانغ حزقيال · الصين                                                                        |
| 100 متر سيدات T46            | يونيديس كاستيلو · كوبا                                                              | إيلينا تشيستيلينا · روسيا                                                                                    | أليسيا فيودوروف · بولندا                                                                   |
| 100 متر سيدات T52            | ميشيل ستيلويل · كندا                                                                | تومومي ياماكي · اليابان                                                                                      | تيرويو تاناكا · اليابان                                                                    |
| 100 متر سيدات T53            | هوانغ ليشا · الصين                                                                  | جيسيكا غالي · الولايات المتحدة                                                                               | إلانا دوف · كندا                                                                           |
| 100 متر سيدات T54            | شانتال بيتي كلير · كندا                                                             | ليو وينجون · الصين                                                                                           | دونغ هونغجياو · الصين                                                                      |
| 200 متر سيدات T11            | تريسيرا غيليرمينا · البرازيل                                                        | وو تشونماو · الصين                                                                                           | جيروسا سانتوس · البرازيل                                                                   |
| 200 متر سيدات T12            | آسيا الحنوني · فرنسا                                                                | أوكسانا بوتورتشوك · أوكرانيا                                                                                 | إيفا نغوي · إسبانيا                                                                        |
| 200 متر سيدات T13            | سناء بنهمة · المغرب                                                                 | نانتينين كايتا · فرنسا                                                                                       | ألكسندرا ديموغلو · اليونان                                                                 |
| 200 متر سيدات T36            | وانغ فانغ · الصين                                                                   | كلوديا نيكوليتزيك · ألمانيا                                                                                  | هازل سيمبسون · بريطانيا العظمى                                                             |
| 200 متر سيدات T37            | ليزا مكينتوش · أستراليا                                                             | فيكتوريا كرافتشنكو · أوكرانيا                                                                                | ماريا سايفرت · ألمانيا                                                                     |
| 200 متر سيدات T38            | إينا دياشنكو · أوكرانيا                                                             | سنية منصور · تونس                                                                                            | مارغريتا غونكاروفا · روسيا                                                                 |
| 200 متر سيدات T44            | كاترين غرين · ألمانيا                                                               | كيت هوران · نيوزيلندا                                                                                        | ستيفاني ريد · كندا                                                                         |
| 200 متر سيدات T46            | يونيديس كاستيلو · كوبا                                                              | أليسيا فيودوروف · بولندا                                                                                     | جولي سميث · أستراليا                                                                       |
| 200 متر سيدات T52            | ميشيل ستيلويل · كندا                                                                | تومومي ياماكي · اليابان                                                                                      | بيا شميد · سويسرا                                                                          |
| 200 متر سيدات T53            | هوانغ ليشا · الصين                                                                  | جيسيكا غالي · الولايات المتحدة                                                                               | تشو هونغجوان · الصين                                                                       |
| 200 متر سيدات T54            | شانتال بيتي كلير · كندا                                                             | تاتيانا مكفادين · الولايات المتحدة                                                                           | مانويلا شار · سويسرا                                                                       |
| 400 متر سيدات T12            | آسيا الحنوني · فرنسا                                                                | أوكسانا بوتورتشوك · أوكرانيا                                                                                 | تريسيرا غيليرمينا · البرازيل                                                               |
| 400 متر سيدات T13            | سناء بنهمة · المغرب                                                                 | ألكسندرا ديموغلو · اليونان                                                                                   | نانتينين كايتا · فرنسا                                                                     |
| 400 متر سيدات T53            | جيسيكا غالي · الولايات المتحدة                                                      | تشو هونغجوان · الصين                                                                                         | أنجالي فوربر-برات · الولايات المتحدة                                                       |
| 400 متر سيدات T54            | شانتال بيتي كلير · كندا                                                             | تاتيانا مكفادين · الولايات المتحدة                                                                           | دياني روي · كندا                                                                           |
| 800 متر سيدات T12–13         | سمية بوسعيد · تونس                                                                  | آسيا الحنوني · فرنسا                                                                                         | إيلينا باوتوفا · روسيا                                                                     |
| 800 متر سيدات T53            | تشو هونغجوان · الصين                                                                | جيسيكا غالي · الولايات المتحدة                                                                               | أماندا مكغروي · الولايات المتحدة                                                           |
| 800 متر سيدات T54            | شانتال بيتي كلير · كندا                                                             | تاتيانا مكفادين · الولايات المتحدة                                                                           | دياني روي · كندا                                                                           |
| 1500 متر سيدات T13           | سمية بوسعيد · تونس                                                                  | آسيا الحنوني · فرنسا                                                                                         | إيلينا باوتوفا · روسيا                                                                     |
| 1500 متر سيدات T54           | شانتال بيتي كلير · كندا                                                             | شيلي وودز · بريطانيا العظمى                                                                                  | إديث وولف · سويسرا                                                                         |
| 5000 متر سيدات T54 †         | أماندا مكغروي · الولايات المتحدة                                                    | دياني روي · كندا                                                                                             | شيلي وودز · بريطانيا العظمى                                                                |
| ماراثون سيدات T54            | إديث وولف · سويسرا                                                                  | أماندا مكغروي · الولايات المتحدة                                                                             | ساندرا غراف · سويسرا                                                                       |
| 4×100 متر سيدات T53–T54      | الصين (CHN) · دونغ هونغجياو · ليو وينجون · هوانغ ليشا · تشانغ تينغ                  | أستراليا (AUS) · ماديسون دي روزاريو · كريستي دوز · أنجي بالارد · جيميما مور                                  | الولايات المتحدة (USA) · تاتيانا مكفادين · أنجالي فوربر-برات · أماندا مكغروي · جيسيكا غالي |
| الوثب الطويل F12 سيدات       | أوكسانا زوبكوفسكا · أوكرانيا                                                        | فولها زينكيفيتش · بيلاروس                                                                                    | ليو مياومياو · الصين                                                                       |
| الوثب الطويل F13 سيدات       | إلسي هايز · جنوب إفريقيا                                                            | أنثي كاراغاني · اليونان                                                                                      | سفيتلانا غوربينكو · أوكرانيا                                                               |
| الوثب الطويل F42 سيدات       | كريستين وولف · أستراليا                                                             | أنيت روزن · هولندا                                                                                           | إيفا زيليسكا · بولندا                                                                      |
| الوثب الطويل F44 سيدات       | أندريا شيرني · النمسا                                                               | أميلي لو فور · فرنسا                                                                                         | أستريد هوفتي · ألمانيا                                                                     |
| رمي القرص F12–13 سيدات       | تمارا سيفاكوفا · بيلاروس                                                            | تشانغ ليانغ مين · الصين                                                                                      | إليزابيث ألمادا · الأرجنتين                                                                |
| رمي القرص F32–34/51–53 سيدات | تيتيانا ياكيبتشوك · أوكرانيا                                                        | فرانسيس هيرمان · ألمانيا                                                                                     | يسرى بن جمعة · تونس                                                                        |
| رمي القرص F35–36 سيدات       | وو تشين · الصين                                                                     | كاث برودفوت · أستراليا                                                                                       | آلا مالتشيك · أوكرانيا                                                                     |
| رمي القرص F37–38 †† سيدات    | مي نا · الصين                                                                       | أماندا فريزر · أستراليا                                                                                      | لي تشون هوا · الصين                                                                        |
| رمي القرص F40 سيدات          | مينغينجيميسو · الصين                                                                | روعة التليلي · تونس                                                                                          | نجاة الكرعة · المغرب                                                                       |
| رمي القرص F42–46 سيدات       | وانغ جون · الصين                                                                    | يانغ يوي · الصين                                                                                             | تشنغ باوزو · الصين                                                                         |
| رمي القرص F54–56 سيدات       | ماريان بوغنهاغن · ألمانيا                                                           | وانغ تينغ · الصين                                                                                            | يانا فيسلوفا · جمهورية التشيك                                                              |
| رمي القرص F57–58 سيدات       | يوشاريا نجيديكا إيازي · نيجيريا                                                     | ستيلا إنيفا · بلغاريا                                                                                        | نادية مجمج · الجزائر                                                                       |
| رمي الرمح F33–34/52–53 سيدات | أنتونيا باليك · كرواتيا                                                             | لوجدة بن مسعد · الجزائر                                                                                      | بيرجيت بول · ألمانيا                                                                       |
| رمي الرمح F35–38 سيدات       | وو تشين · الصين                                                                     | شيرلين كويلو · البرازيل                                                                                      | ريناتا تشيليفسكا · بولندا                                                                  |
| رمي الرمح F42–46 سيدات       | ياو حزقيال · الصين                                                                  | أندريا هيغن · ألمانيا                                                                                        | مادلين هوغن · أستراليا                                                                     |
| رمي الرمح F54–56 سيدات       | مارتينا مونيكا ويليينغ · ألمانيا                                                    | هنية العايدي · تونس                                                                                          | دانييلا تودوروفا · بلغاريا                                                                 |
| رمي الرمح F57–58 سيدات       | تشينغ سوبينغ · الصين                                                                | ناخوميشا زاكايو · كينيا                                                                                      | جيني فيلازكو · المكسيك                                                                     |
| دفع الجلة F12–13 سيدات       | تانغ هونغشيا · الصين                                                                | تمارا سيفاكوفا · بيلاروس                                                                                     | جودي ويليس-روبرتس · أستراليا                                                               |
| دفع الجلة F32–34/52–53 سيدات | أنتونيا باليك · كرواتيا                                                             | بيرجيت بول · ألمانيا                                                                                         | ماريا ستاماتولا · اليونان                                                                  |
| دفع الجلة F35–36 سيدات       | آلا مالتشيك · أوكرانيا                                                              | وو تشين · الصين                                                                                              | ريناتا تشيليفسكا · بولندا                                                                  |
| دفع الجلة F37–38 سيدات       | مي نا · الصين                                                                       | ألدونا غريغاليونيين · ليتوانيا                                                                               | إيفا بيرنا · جمهورية التشيك                                                                |
| دفع الجلة F40 سيدات          | روعة التليلي · تونس                                                                 | مينغينجيميسو · الصين                                                                                         | ليلى الكرعة · المغرب                                                                       |
| دفع الجلة F42–46 سيدات       | تشنغ باوزو · الصين                                                                  | تشونغ يونغوان · الصين                                                                                        | ميكايلا فلوت · ألمانيا                                                                     |
| دفع الجلة F54–56 سيدات       | ماريان بوغنهاغن · ألمانيا                                                           | مارتينا مونيكا ويليينغ · ألمانيا                                                                             | ماريان بوغنهاغن · ألمانيا                                                                  |
| دفع الجلة F57–58 سيدات       | يوشاريا نجيديكا إيازي · نيجيريا                                                     | أنجليس أورتيز · المكسيك                                                                                      | نادية مجمج · الجزائر                                                                       |
| 100 متر رجال T11             | لوكاس برادو · البرازيل                                                              | خوسيه أرماندو · أنغولا                                                                                       | تريسيه ماكوندا · فرنسا                                                                     |
| 100 متر رجال T12             | جوسيا جاميسون · الولايات المتحدة                                                    | أديكونلي أديسوجي · نيجيريا                                                                                   | يانغ يوتشينغ · الصين                                                                       |
| 100 متر رجال T13             | جيسون سميث · جزيرة أيرلندا                                                          | أليكسي لابزين · روسيا                                                                                        | لويس فيليبي غوتيريز · كوبا                                                                 |
| 100 متر رجال T35             | يانغ سين · الصين                                                                    | فو شينهان · الصين                                                                                            | تيبوهو موكغالاغادي · جنوب إفريقيا                                                          |
| 100 متر رجال T36             | رومان بافليك · أوكرانيا                                                             | بن راشغروف · بريطانيا العظمى                                                                                 | سو وا واي · هونغ كونغ                                                                      |
| 100 متر رجال T37             | فاني فان دير ميرفي · جنوب إفريقيا                                                   | ما يوشي · الصين                                                                                              | سفيان حمدي · الجزائر                                                                       |
| 100 متر رجال T38             | إيفان أوهانلون · أستراليا                                                           | تشو ونجون · الصين                                                                                            | ميكايتا سنيك · أوكرانيا                                                                    |
| 100 متر رجال T42             | إيرل كونور · كندا                                                                   | هاينريش بوبوف · ألمانيا                                                                                      | جون مكفول · بريطانيا العظمى                                                                |
| 100 متر رجال T44             | أوسكار بيستوريوس · جنوب إفريقيا                                                     | جيروم سينغلتون · الولايات المتحدة                                                                            | براين فريزور · الولايات المتحدة                                                            |
| 100 متر رجال T46             | جوستين فرنسيس · أستراليا                                                            | فرانسيس كومباون · بابوا غينيا الجديدة                                                                        | يوهانسن ناسيمينتو · البرازيل                                                               |
| 100 متر رجال T52             | دين بيرغيرون · كندا                                                                 | بيت بوش · سويسرا                                                                                             | أندريه بيودوين · كندا                                                                      |
| 100 متر رجال T53             | يو شيران · الصين                                                                    | جوش جورج · الولايات المتحدة                                                                                  | يو شيران · الصين                                                                           |
| 100 متر رجال T54             | ليو بيكا تاهيتي · فنلندا                                                            | سايتشون كونجين · تايلاند                                                                                     | سوباشاي كويساب · تايلاند                                                                   |
| 200 متر رجال T11             | لوكاس برادو · البرازيل                                                              | خوسيه أرماندو · أنغولا                                                                                       | أريان إيزناغا · كوبا                                                                       |
| 200 متر رجال T12             | هيلتون لانغنهافن · جنوب إفريقيا                                                     | لي يانسونغ · الصين                                                                                           | يانغ يوتشينغ · الصين                                                                       |
| 200 متر رجال T13             | جيسون سميث · جزيرة أيرلندا                                                          | أليكسي لابزين · روسيا                                                                                        | فوغار مهدييف · أذربيجان                                                                    |
| 200 متر رجال T36             | سو وا واي · هونغ كونغ                                                               | رومان بافليك · أوكرانيا                                                                                      | فرد ميان · الصين                                                                           |
| 200 متر رجال T37             | فاني فان دير ميرفي · جنوب إفريقيا                                                   | سفيان حمدي · الجزائر                                                                                         | ما يوشي · الصين                                                                            |
| 200 متر رجال T38             | إيفان أوهانلون · أستراليا                                                           | تشو ونجون · الصين                                                                                            | ميكايتا سنيك · أوكرانيا                                                                    |
| 200 متر رجال T44             | أوسكار بيستوريوس · جنوب إفريقيا                                                     | جيم بوب بيزيل · الولايات المتحدة                                                                             | إيان جونز · بريطانيا العظمى                                                                |
| 200 متر رجال T46             | جوستين فرنسيس · أستراليا                                                            | أنتونيس أريستي · قبرص                                                                                        | إتيام كالديرون · كوبا                                                                      |
| 200 متر رجال T52             | دين بيرغيرون · كندا                                                                 | بيت بوش · سويسرا                                                                                             | بيث رونغسري · تايلاند                                                                      |
| 200 متر رجال T53             | يو شيران · الصين                                                                    | ريتشارد كولمان · أستراليا                                                                                    | هونغ سوك-مان · كوريا الجنوبية                                                              |
| 200 متر رجال T54             | تشانغ ليكسين · الصين                                                                | سايتشون كونجين · تايلاند                                                                                     | ليو بيكا تاهيتي · فنلندا                                                                   |
| 400 متر رجال T11             | لوكاس برادو · البرازيل                                                              | خوسيه أرماندو · أنغولا                                                                                       | أولكسندر إيفانيوكين · أوكرانيا                                                             |
| 400 متر رجال T12             | لي يانسونغ · الصين                                                                  | ماثياس شرودر · ألمانيا                                                                                       | لويس غونسالفيس · البرتغال                                                                  |
| 400 متر رجال T13             | لويس مانويل غالانو · كوبا                                                           | فريدي دوروثي · كوبا                                                                                          | يوانيس بروتوس · اليونان                                                                    |
| 400 متر رجال T36             | رومان بافليك · أوكرانيا                                                             | أرتيم أريفييف · روسيا                                                                                        | فرد ميان · الصين                                                                           |
| 400 متر رجال T38             | محمد فرحات شيدة · تونس                                                              | عباس سعيدي · تونس                                                                                            | أندري أونوفريينكو · أوكرانيا                                                               |
| 400 متر رجال T44             | أوسكار بيستوريوس · جنوب إفريقيا                                                     | جيم بوب بيزيل · الولايات المتحدة                                                                             | إيان جونز · بريطانيا العظمى                                                                |
| 400 متر رجال T46             | جوستين فرنسيس · أستراليا                                                            | أنتونيس أريستي · قبرص                                                                                        | صموئيل كولميناريس · فنزويلا                                                                |
| 400 متر رجال T52             | تومويا إيتو · اليابان                                                               | توشيهيرو تاكادا · اليابان                                                                                    | دين بيرغيرون · كندا                                                                        |
| 400 متر رجال T53             | هونغ سوك-مان · كوريا الجنوبية                                                       | لي هوزاو · الصين                                                                                             | ريتشارد كولمان · أستراليا                                                                  |
| 400 متر رجال T54             | تشانغ ليكسين · الصين                                                                | ديفيد وير · بريطانيا العظمى                                                                                  | سايتشون كونجين · تايلاند                                                                   |
| 800 متر رجال T12             | عبد الرحيم زهيو · تونس                                                              | لازارو راشد أغيلار · كوبا                                                                                    | أوداير سانتوس · البرازيل                                                                   |
| 800 متر رجال T13             | عبد الإله مامي · المغرب                                                             | بيتر غوتوالد جونيور · الولايات المتحدة                                                                       | زين الدين صخري · الجزائر                                                                   |
| 800 متر رجال T36             | أرتيم أريفييف · روسيا                                                               | هي تشينغين · الصين                                                                                           | بافل خاراجيزوف · روسيا                                                                     |
| 800 متر رجال T37             | مايكل مكيلوب · جزيرة أيرلندا                                                        | براد سكوت · أستراليا                                                                                         | جمال ماستوري · فرنسا                                                                       |
| 800 متر رجال T46             | مارسين أويزن · بولندا                                                               | سمير نويوة · الجزائر                                                                                         | عبد الرحمن ايت خموش · إسبانيا                                                              |
| 800 متر رجال T52             | تومويا إيتو · اليابان                                                               | توشيهيرو تاكادا · اليابان                                                                                    | توماس غيرسبشلر · النمسا                                                                    |
| 800 متر رجال T53             | لي هوزاو · الصين                                                                    | جوش جورج · الولايات المتحدة                                                                                  | هونغ سوك-مان · كوريا الجنوبية                                                              |
| 800 متر رجال T54*            | ديفيد وير · بريطانيا العظمى                                                         | كورت فيرنلي · أستراليا                                                                                       | براوات واهرم · تايلاند                                                                     |
| 1500 متر رجال T11            | تشانغ زهين · الصين                                                                  | صموئيل موشاي كيماني · كينيا                                                                                  | جيسون دونكرلي · كندا                                                                       |
| 1500 متر رجال T13            | هنري كيبرونو كيروا · كينيا                                                          | لازارو راشد أغيلار · كوبا                                                                                    | إغناثيو أفيلا · إسبانيا                                                                    |
| 1500 متر رجال T46            | أبراهام تشيرويوت تاربي · كينيا                                                      | عبد الرحمن ايت خموش · إسبانيا                                                                                | سمير نويوة · الجزائر                                                                       |
| 1500 متر رجال T54            | ديفيد وير · بريطانيا العظمى                                                         | براوات واهرم · تايلاند                                                                                       | كورت فيرنلي · أستراليا                                                                     |
| 5000 متر رجال T11            | تشانغ زهين · الصين                                                                  | فرانسيس ثيو كارانجا · كينيا                                                                                  | هنري وانيوكي · كينيا                                                                       |
| 5000 متر رجال T13            | هنري كيبرونو كيروا · كينيا                                                          | يوسف بن إبراهيم · المغرب                                                                                     | أوداير سانتوس · البرازيل                                                                   |
| 5000 متر رجال T46            | أبراهام تشيرويوت تاربي · كينيا                                                      | محمد فوزي · تونس                                                                                             | ماريو سانتيلان · المكسيك                                                                   |
| 5000 متر رجال T54            | براوات واهرم · تايلاند                                                              | كورت فيرنلي · أستراليا                                                                                       | ديفيد وير · بريطانيا العظمى                                                                |
| 10000 متر رجال T12           | هنري كيبرونو كيروا · كينيا                                                          | عبد الرحيم زهيو · تونس                                                                                       | أوداير سانتوس · البرازيل                                                                   |
| ماراثون رجال T12             | تشي شون · الصين                                                                     | إلكين سيرنا · كولومبيا                                                                                       | إلدار بوميكالوف · روسيا                                                                    |
| ماراثون رجال T46             | ماريو سانتيلان · المكسيك                                                            | تيتو سينا · البرازيل                                                                                         | والتر إندريتسي · إيطاليا                                                                   |
| ماراثون رجال T52             | توماس غيرسبشلر · النمسا                                                             | هيروكازو يويونابارو · اليابان                                                                                | توشيهيرو تاكادا · اليابان                                                                  |
| ماراثون رجال T54             | كورت فيرنلي · أستراليا                                                              | هيروكي ساساهارا · اليابان                                                                                    | إرنست فان دايك · جنوب إفريقيا                                                              |
| 4×100 متر رجال T11–T13       | الصين (CHN) · ليو شيانغكون · لي تشيانغ · يانغ يوتشينغ · لي يانسونغ                  | فنزويلا (VEN) · يولاندي سيلفا · ريكاردو سانتانا · أودوفير دازا · فرناندو فيرير                               | فرنسا (FRA) · تريسيه ماكوندا · باسكوالي غالو · ستيفان بوزولو · رونان بالييه                |
| 4×100 متر رجال T35–T38       | أستراليا (AUS) · إيفان أوهانلون · دارين ثروب · كريستوفر مولينز · تيم سوليفان        | الصين (CHN) · فرد ميان · تشو ونجون · يانغ تشين · ما يوشي                                                     | تونس (TUN) · فارس حمدي · عباس سعيدي · محمد الشرمي · محمد فرحات شيدة                        |
| 4×100 متر رجال T42–T46       | الولايات المتحدة (USA) · جيم بوب بيزيل · براين فريزور · كيسي تييبز · جيروم سينغلتون | البرازيل (BRA) · أندريه لويز أوليفيرا · يوهانسن ناسيمينتو · كلوديمير سانتوس · ألان فونتيليس كاردوسو أوليفيرا | أستراليا (AUS) · جوستين فرنسيس · ستيفن ويلسون · هارون تشاتمان · بول رايسون                 |
| 4×100 متر رجال T53–T54       | الصين (CHN) · زونغ كاي · تشاو جي · تشانغ ليكسين · لي هوزاو                          | تايلاند (THA) · سوباشاي كويساب · سايتشون كونجين · براوات واهرم · بيتشيت كرونغيت                              | كوريا الجنوبية (KOR) · هونغ سوك-مان · جونغ دونغ-هو · كيم غيو-داي · يو بيونغ-هون            |
| 4×400 متر رجال T53–T54       | الصين (CHN) · كوي يانفنج · تشاو جي · لي هوزاو · تشانغ ليكسين                        | تايلاند (THA) · سوباشاي كويساب · براوات واهرم · بيتشيت كرونغيت · سايتشون كونجين                              | فرنسا (FRA) · جوليان كاسولي · بيير فيربانك · آلان فوس · دينيس لومونييه                     |
| الوثب العالي F44/46 رجال     | جيف سكيبا · الولايات المتحدة                                                        | هارون تشاتمان · أستراليا                                                                                     | تشين هونغجي · الصين                                                                        |
| الوثب الطويل F11 رجال        | لي دوان · الصين                                                                     | ليكس غيليت · الولايات المتحدة                                                                                | أثاناسيوس باراكاس · اليونان                                                                |
| الوثب الطويل F12 رجال        | هيلتون لانغنهافن · جنوب إفريقيا                                                     | أسامة الشنقيطي · السعودية                                                                                    | أوليغ بانيوتين · أذربيجان                                                                  |
| الوثب الطويل F37–38 رجال     | محمد فرحات شيدة · تونس                                                              | حيدر علي · باكستان                                                                                           | ما يوشي · الصين                                                                            |
| الوثب الطويل F42/44 رجال     | فويتشيخ تشيز · بولندا                                                               | أتسوشي ياماموتو · اليابان                                                                                    | كيسي تييبز · الولايات المتحدة                                                              |
| الوثب الطويل F46 رجال        | أرنو أسوماني · فرنسا                                                                | دافيد روس · جنوب إفريقيا                                                                                     | لي كانغيونغ · الصين                                                                        |
| الوثب الثلاثي F11 رجال       | لي دوان · الصين                                                                     | زينيدين بلالوف · أذربيجان                                                                                    | كزافييه بوراس · إسبانيا                                                                    |
| الوثب الثلاثي F12 رجال       | أسامة الشنقيطي · السعودية                                                           | إيفان كيتسنكو · أوكرانيا                                                                                     | فلاديمير زايتس · أذربيجان                                                                  |
| رمي الهراوة F32/51 رجال      | مراد العيدودي · تونس                                                                | ستيفن ميلر · بريطانيا العظمى                                                                                 | جان فانيك · جمهورية التشيك                                                                 |
| رمي القرص F11–12 رجال        | فاسيل ليشتشينسكي · أوكرانيا                                                         | سيباستيان بالداساري · الأرجنتين                                                                              | أولكسندر ياسينوفي · أوكرانيا                                                               |
| رمي القرص F32/51 رجال        | مراد العيدودي · تونس                                                                | يوزه فلير · سلوفينيا                                                                                         | مارتن زفولانيك · جمهورية التشيك                                                            |
| رمي القرص F33–34/52 رجال     | أيغارس أبينيس · لاتفيا                                                              | كريس مارتن · بريطانيا العظمى                                                                                 | رومان موسيل · جمهورية التشيك                                                               |
| رمي القرص F35–36 رجال        | غاو وي · الصين                                                                      | وانغ ونبو · الصين                                                                                            | ريجنالد بينايد · ناميبيا                                                                   |
| رمي القرص F37–38 رجال        | جواد هارداني · إيران                                                                | ميكولا جابنياك · أوكرانيا                                                                                    | شيا دونغ · الصين                                                                           |
| رمي القرص F42 رجال           | فاني لومبارد · جنوب إفريقيا                                                         | مهراداد كرامزاده · إيران                                                                                     | وانغ ليزينغ · الصين                                                                        |
| رمي القرص F44 رجال           | جيريمي كامبل · الولايات المتحدة                                                     | جاكي كريستيانسن · الدنمارك                                                                                   | دان غريفز · بريطانيا العظمى                                                                |
| رمي القرص F53–54 رجال        | ماورو ماكسيمو دي خيسوس · المكسيك                                                    | ماركو نينياكي · فنلندا                                                                                       | تشي جون فرناندس · اليونان                                                                  |
| رمي القرص F55–56 رجال        | ليوناردو دياز · كوبا                                                                | علي محمد ياري · إيران                                                                                        | تانطو كامبل · جامايكا                                                                      |
| رمي القرص F57–58 رجال        | أليكسي أشاباتوف · روسيا                                                             | تشنغ ويهاي · الصين                                                                                           | روستيلاف بوهلمان · كرواتيا                                                                 |
| رمي الرمح F11–12 رجال        | تشو بينغكاي · الصين                                                                 | برانيمير بوديتيتش · كرواتيا                                                                                  | ميروسلاف بيتش · بولندا                                                                     |
| رمي الرمح F33–34/52 رجال     | فوزي رزيك · تونس                                                                    | محمد كريد · تونس                                                                                             | جان-بيير تالاتيني · فرنسا                                                                  |
| رمي الرمح F35–36 رجال        | غاو وي · الصين                                                                      | بول بيوتروفسكي · بولندا                                                                                      | نيكولاس نيومان · جنوب إفريقيا                                                              |
| رمي الرمح F37–38 رجال        | شيا دونغ · الصين                                                                    | تشانغ شيلونغ · الصين                                                                                         | جواد هارداني · إيران                                                                       |
| رمي الرمح F42/44 رجال        | غاو مينغجي · الصين                                                                  | يفغيني غودكوف · روسيا                                                                                        | غاو تشانغ لونغ · الصين                                                                     |
| رمي الرمح F53–54 رجال        | ماركو نينياكي · فنلندا                                                              | عبد الرضا جوكار · إيران                                                                                      | لويس ألبيرتو زيبيدا فيليكس · المكسيك                                                       |
| رمي الرمح F55–56 رجال        | بيتر غروييتيرس · هولندا                                                             | تشانغ ينغبين · الصين                                                                                         | ياسر عبد العزيز السيد · مصر                                                                |
| رمي الرمح F57–58 رجال        | محمد رضا ميرزايي · إيران                                                            | م. ر. إيلاتار · مصر                                                                                          | روستيلاف بوهلمان · جمهورية التشيك                                                          |
| دفع الجلة F11–12 رجال        | دافيد كاسينوس · إسبانيا                                                             | في. أندريوشينكو · روسيا                                                                                      | فاسيل ليشتشينسكي · أوكرانيا                                                                |
| دفع الجلة F32 رجال           | كريم بيتينا · الجزائر                                                               | مراد العيدودي · تونس                                                                                         | منير بكيري · الجزائر                                                                       |
| دفع الجلة F33–34/52 رجال     | كمال كارجينا · الجزائر                                                              | أيغارس أبينيس · لاتفيا                                                                                       | كايل بيتي · كندا                                                                           |
| دفع الجلة F35–36 رجال        | غاو وي · الصين                                                                      | إدغارس بيرغس · لاتفيا                                                                                        | بول بيوتروفسكي · بولندا                                                                    |
| دفع الجلة F37–38 رجال        | شيا دونغ · الصين                                                                    | توماس بلاكفيتش · بولندا                                                                                      | توماس لوش · ألمانيا                                                                        |
| دفع الجلة F40 رجال           | باسكواليس ستاتيلكوس · اليونان                                                       | ماتياس ميستر · ألمانيا                                                                                       | حسين غرزولي · الجزائر                                                                      |
| دفع الجلة F42 رجال           | داركو كرالج · كرواتيا                                                               | ماكسيم ناروجني · روسيا                                                                                       | فاني لومبارد · جنوب إفريقيا                                                                |
| دفع الجلة F44 رجال           | جاكي كريستيانسن · الدنمارك                                                          | بول رايسون · أستراليا                                                                                        | جيردان فونسيكا · كوبا                                                                      |
| دفع الجلة F53–54 رجال        | ماورو ماكسيمو دي خيسوس · المكسيك                                                    | ماركو نينياكي · فنلندا                                                                                       | تشي جون فرناندس · اليونان                                                                  |
| دفع الجلة F55–56 رجال        | أولوخان موساييف · أذربيجان                                                          | كي سمورشتشيفسكي · بولندا                                                                                     | مارتن نيميتش · جمهورية التشيك                                                              |
| دفع الجلة F57–58 رجال        | أليكسي أشاباتوف · روسيا                                                             | جميل الشبلي · الأردن                                                                                         | أناستاسيوس تسيون · اليونان                                                                 |
| الخماسي P12 رجال             | هيلتون لانغنهافن · جنوب إفريقيا                                                     | توماس أولبرشت · ألمانيا                                                                                      | محمود الخالدي · تونس                                                                       |
| الخماسي P44 رجال             | جيريمي كامبل · الولايات المتحدة                                                     | جيف سكيبا · الولايات المتحدة                                                                                 | أورس كولي · سويسرا                                                                         |

† مُنحت دياني روي في البداية الميدالية الذهبية، وشيلي وودز الميدالية الفضية، وأماندا مكغروي البرونزية في سباق 5000 متر سيدات T54. ومع ذلك، أمرت اللجنة البارالمبية الدولية بإعادة السباق بعد احتجاجات من فرق أستراليا، والولايات المتحدة، وسويسرا بعد اصطدام 6 متنافسين في اللفة قبل الأخيرة. أسفر السباق المعاد عن فوز نفس الرياضيات الثلاث بالميداليات ولكن بترتيب مختلف.
†† مُنحت ريبيكا تشين من بريطانيا العظمى في الأصل الميدالية الفضية في حدث رمي القرص F37–38 للسيدات. بعد تحدٍ لتصنيفها، اعتُبرت تشين غير مؤهلة للحدث، وجُردت من ميداليتها، ومُسحت نتائجها.
* مُنح ديفيد وير في البداية الميدالية الذهبية في سباق 800 متر رجال T54، ولكن أُمر بإعادة السباق بعد اكتشاف انتهاك للمسار. ومع ذلك، بعد رسالة من كورت فيرنلي والسلطات الأسترالية إلى اللجنة البارالمبية الدولية، يطلبون فيها، بروح الروح الرياضية، عدم إلغاء النتيجة، تم إلغاء السباق المعاد وأعيدت الميداليات.

## البوتشيا
| الحدث      | الذهبية                                                                     | الفضية                                                                                     | البرونزية                                                                                     |
| ---------- | --------------------------------------------------------------------------- | ------------------------------------------------------------------------------------------ | --------------------------------------------------------------------------------------------- |
| فردي BC1   | جواو باولو فرناندس · البرتغال                                               | أنطونيو ماركيز · البرتغال                                                                  | غابرييل شيلي · جزيرة أيرلندا                                                                  |
| فردي BC2   | هوي ينغ كارين كوك · هونغ كونغ                                               | نايجل موراي · بريطانيا العظمى                                                              | مانويل أنخيل مارتن · إسبانيا                                                                  |
| فردي BC3   | كيون-وو بارك · كوريا الجنوبية                                               | غريغوريوس بوليكرونيديس · اليونان                                                           | هو-وون جيونغ · كوريا الجنوبية                                                                 |
| فردي BC4   | ديرسيو بينتو · البرازيل                                                     | يوك وينغ ليونغ · هونغ كونغ                                                                 | إليسي سانتوس · البرازيل                                                                       |
| فريق BC1-2 | بريطانيا العظمى (GBR) · دان بنتلي · نايجل موراي · زوي روبنسون · دايفيد سميث | البرتغال (POR) · جواو باولو فرناندس · فرناندو فيريرا · كريستينا غونسالفيس · أنطونيو ماركيز | إسبانيا (ESP) · فرانسيسكو خافيير بلتران · بيدرو كورديغو · مانويل أنخيل مارتن · خوسيه فاكيريزو |
| زوجي BC3   | كوريا الجنوبية (KOR) · هو-وون جيونغ · كيون-وو بارك · بو-مي شين              | إسبانيا (ESP) · يولاندا مارتن · سانتياغو بيسكويرا · خوسيه مانويل رودريغيز                  | البرتغال (POR) · أرماندو كوستا · ماريو بيشوتو · يونيس رايموندو                                |
| زوجي BC4   | البرازيل (BRA) · ديرسيو بينتو · إليسي سانتوس                                | البرتغال (POR) · فرناندو بيريرا · برونو فالنتيم                                            | جمهورية التشيك (CZE) · لاديسلاف كراتينا · رادك بروزكا                                         |

## ركوب الدراجات

### ركوب الدراجات على الطرق
| الحدث                            | الذهبية                                                 | الفضية                                                  | البرونزية                                      |
| -------------------------------- | ------------------------------------------------------- | ------------------------------------------------------- | ---------------------------------------------- |
| سباق ضد الساعة سيدات B&VI 1–3    | الولايات المتحدة (USA) · كاريسا ويتسيل · ماكنزي وودرينغ | بيلاروس (BLR) · إيرينا فيادوتوفا · آلنا درازدوفا        | نيوزيلندا (NZL) · جاين بارسونز · أناليسا فاريل |
| سباق ضد الساعة سيدات HC A/B/C    | ريتشل موريس · بريطانيا العظمى                           | مونيك فان دير فورست · هولندا                            | دوروثي فيث · ألمانيا                           |
| سباق ضد الساعة سيدات LC 1–2/CP 4 | سارة ستوري · بريطانيا العظمى                            | جينيفر شوبل · الولايات المتحدة                          | جوفانغ تشو · الصين                             |
| سباق ضد الساعة سيدات LC 3–4/CP 3 | باربرا بوتشان · الولايات المتحدة                        | أليسون جونز · الولايات المتحدة                          | بولا تيسوريرو · نيوزيلندا                      |
| سباق الطريق سيدات B&VI 1–3       | بيلاروس (BLR) · إيرينا فيادوتوفا · آلنا درازدوفا        | الولايات المتحدة (USA) · كاريسا ويتسيل · ماكنزي وودرينغ | كندا (CAN) · جنيفيف أويليه · ماتيلد هوبين      |
| سباق الطريق سيدات HC A/B/C       | أندريا إيسكاو · ألمانيا                                 | مونيك فان دير فورست · هولندا                            | دوروثي فيث · ألمانيا                           |
| سباق ضد الساعة رجال B&VI 1–3     | إسبانيا (ESP) · كريستيان فينج · دافيد لورادو            | هولندا (NED) · ألفريد ستيلومان · جاكو تيتيلار           | بولندا (POL) · كريستوف كوسيغوفسكي · أرتور كورس |
| سباق ضد الساعة رجال CP 3         | خافيير أوكسوا · إسبانيا                                 | دارين كيني · بريطانيا العظمى                            | يونغ-سيك جين · كوريا الجنوبية                  |
| سباق ضد الساعة رجال CP 4         | سيزار نيرا · إسبانيا                                    | كريستوفر سكوت · أستراليا                                | ماساشي إيشي · اليابان                          |
| سباق ضد الساعة رجال HC A         | وولفغانغ شاتاوير · النمسا                               | راستيلاف توريشيك · سلوفاكيا                             | آلان كويتيت · فرنسا                            |
| سباق ضد الساعة رجال HC B         | هاينز فري · سويسرا                                      | فيتوريو بوديستا · إيطاليا                               | إدوارد معلوف · لبنان                           |
| سباق ضد الساعة رجال HC C         | أوز سانشيز · الولايات المتحدة                           | خوسيه فيسنتي أرزو · إسبانيا                             | أليخاندرو ألبور · الولايات المتحدة             |
| سباق ضد الساعة رجال LC1          | وولفغانغ ساشر · ألمانيا                                 | وولفغانغ أيبيك · النمسا                                 | فابيو تريبالي · إيطاليا                        |
| سباق ضد الساعة رجال LC2          | جيري جيزيك · جمهورية التشيك                             | كارول-إدوارد نوفاك · رومانيا                            | روبرتو ألكيد غارسيا · إسبانيا                  |
| سباق ضد الساعة رجال LC3          | لوران ثيريونيت · فرنسا                                  | سيمون ريتشاردسون · بريطانيا العظمى                      | ماساكي فوجيتا · اليابان                        |
| سباق ضد الساعة رجال LC4          | مايكل تيوبر · ألمانيا                                   | خوان خوسيه منديز فرنانديز · إسبانيا                     | أنتوني زان · الولايات المتحدة                  |
| سباق الطريق رجال B&VI 1–3        | بولندا (POL) · أندريه زاياك · داريوش فلاك               | فنلندا (FIN) · جارمو أولانكيتو · ماركو تورمانين         | فرنسا (FRA) · أوليفييه دونفال · جون ساكوماندي  |
| سباق الطريق رجال HC B            | هاينز فري · سويسرا                                      | ماكس ويبر · ألمانيا                                     | إدوارد معلوف · لبنان                           |
| سباق الطريق رجال HC C            | إرنست فان دايك · جنوب إفريقيا                           | أليخاندرو ألبور · الولايات المتحدة                      | أوز سانشيز · الولايات المتحدة                  |
| سباق الطريق رجال LC 1–2/CP 4     | فابيو تريبالي · إيطاليا                                 | دافيد ميرسييه · فرنسا                                   | ميخائيل غالاغير · أستراليا                     |
| سباق الطريق رجال LC 3–4/CP 3     | دارين كيني · بريطانيا العظمى                            | خافيير أوكسوا · إسبانيا                                 | توماس كفاسنيتشكا · جمهورية التشيك              |
| سباق ضد الساعة مختلط CP 1–2      | دافيد ستون · بريطانيا العظمى                            | باربارا فايس · ألمانيا                                  | ماركيتا ماكوفا · جمهورية التشيك                |
| سباق الطريق مختلط CP 1–2         | دافيد ستون · بريطانيا العظمى                            | ريان نيل · جنوب إفريقيا                                 | جورجيو فاروني · إيطاليا                        |

### ركوب الدراجات على المضمار
| الحدث                                | الذهبية                                                       | الفضية                                                 | البرونزية                                                         |
| ------------------------------------ | ------------------------------------------------------------- | ------------------------------------------------------ | ----------------------------------------------------------------- |
| 500 متر ضد الساعة سيدات (LC1–2/CP 4) | جينيفر شوبل · الولايات المتحدة                                | يي يابينغ · الصين                                      | دونغ جينغ بينغ · الصين                                            |
| 500 متر ضد الساعة سيدات (LC3–4/CP 3) | بولا تيسوريرو · نيوزيلندا                                     | ناتالي سيمانوڤسكي · ألمانيا                            | جايمي باريس · أستراليا                                            |
| 1 كم ضد الساعة سيدات (B&VI 1–3)      | بريطانيا العظمى (GBR) · إيلين ماكجلين · إيلين هنتر            | أستراليا (AUS) · فيليسيتي جونسون · كاتي باركر          | أستراليا (AUS) · ليندي هو · تويراسا غالاغر                        |
| فردي مطاردة سيدات (B&VI 1–3)         | بريطانيا العظمى (GBR) · إيلين ماكجلين · إيلين هنتر            | أستراليا (AUS) · ليندي هو · تويراسا غالاغر             | الولايات المتحدة (USA) · كاريسا ويتسيل · ماكنزي وودرينغ           |
| فردي مطاردة سيدات (LC 1–2/CP 4)      | سارة ستوري · بريطانيا العظمى                                  | جينيفر شوبل · الولايات المتحدة                         | جينغ بينغ دونغ · الصين                                            |
| فردي مطاردة سيدات (LC 3–4/CP 3)      | باربرا بوتشان · الولايات المتحدة                              | ناتالي سيمانوڤسكي · ألمانيا                            | بولا تيسوريرو · نيوزيلندا                                         |
| 1 كم ضد الساعة رجال (B&VI 1–3)       | بريطانيا العظمى (GBR) · أنتوني كابس · بارني ستوري             | أستراليا (AUS) · بن ديميري · شون هوبكينز               | أستراليا (AUS) · كيران مودرا · تيسون لورانس                       |
| 1 كم ضد الساعة رجال (CP 3)           | دارين كيني · بريطانيا العظمى                                  | ريك وادون · بريطانيا العظمى                            | توماس كفاسنيتشكا · جمهورية التشيك                                 |
| 1 كم ضد الساعة رجال (CP 4)           | ماساشي إيشي · اليابان                                         | جيري بوسكا · جمهورية التشيك                            | كريستوفر سكوت · أستراليا                                          |
| 1 كم ضد الساعة رجال (LC 1)           | مارك بريستو · بريطانيا العظمى                                 | كويدونغ تشانغ · الصين                                  | وولفغانغ ساشر · ألمانيا                                           |
| 1 كم ضد الساعة رجال (LC 2)           | جودي كوندي · بريطانيا العظمى                                  | جيري جيزيك · جمهورية التشيك                            | يوانتشاو تشنغ · الصين                                             |
| 1 كم ضد الساعة رجال (LC 3–4)         | سيمون ريتشاردسون · بريطانيا العظمى                            | ماساكي فوجيتا · اليابان                                | غريغ بال · أستراليا                                               |
| فردي مطاردة رجال (B&VI 1–3)          | أستراليا (AUS) · كيران مودرا · تيسون لورانس                   | إسبانيا (ESP) · كريستيان فينج · دافيد لورادو           | أستراليا (AUS) · برايس ليندورس · ستيفن جورج                       |
| فردي مطاردة رجال (CP 3)              | دارين كيني · بريطانيا العظمى                                  | يونغ-سيك جين · كوريا الجنوبية                          | جان كيفيلون · كندا                                                |
| فردي مطاردة رجال (CP 4)              | كريستوفر سكوت · أستراليا                                      | ماساشي إيشي · اليابان                                  | سيزار نيرا · إسبانيا                                              |
| فردي مطاردة رجال (LC 1)              | ميخائيل غالاغير · أستراليا                                    | وولفغانغ ساشر · ألمانيا                                | فابيو تريبالي · إيطاليا                                           |
| فردي مطاردة رجال (LC 2)              | جيري جيزيك · جمهورية التشيك                                   | روبرتو ألكيد غارسيا · إسبانيا                          | جان بويين · بلجيكا                                                |
| فردي مطاردة رجال (LC 3)              | سيمون ريتشاردسون · بريطانيا العظمى                            | ماساكي فوجيتا · اليابان                                | توبياس غراف · ألمانيا                                             |
| فردي مطاردة رجال (LC 4)              | باولو فيغانو · إيطاليا                                        | مايكل تيوبر · ألمانيا                                  | خوان خوسيه منديز · إسبانيا                                        |
| سباق السرعة رجال (B&VI 1–3)          | بريطانيا العظمى (GBR) · أنتوني كابس · بارني ستوري             | أستراليا (AUS) · بن ديميري · شون هوبكينز               | جنوب إفريقيا (RSA) · غافين كيلباتريك · ميخائيل تومسون             |
| سباق الفرق رجال (LC1–4 CP3/4)        | بريطانيا العظمى (GBR) · دارين كيني · مارك بريستو · جودي كوندي | الصين (CHN) · كويدونغ تشانغ · يوانتشاو تشنغ · تشانغ لو | جمهورية التشيك (CZE) · توماس كفاسنيتشكا · جيري بوسكا · جيري جيزيك |